# Loubillé
Loubillé là một xã trong tỉnh Deux-Sèvres trong vùng Nouvelle-Aquitaine ở phía tây nước Pháp. Xã này nằm ở khu vực có độ cao trung bình từ mét trên mực nước biển.
Loubillé has few shops or commerce and là một mainly residential village. The closest main town is Chef-Boutonne some 10 km to the north.